# Steve Cutts
Ne doit pas être confondu avec Steven Cutts.
Steve Cutts, né le 25 février 1995, est un illustrateur et animateur britannique résidant à Londres. Son œuvre prend la forme d'une satire des excès de la société moderne.

## Biographie
Avant de devenir travailleur indépendant en 2012, Steve Cutts est illustrateur à l'agence créative londonienne Glue Isobar. Il y travaille sur des projets pour des sociétés telles que Coca-Cola, Google, Sony ou Toyota.
En 2012, Cutts réalise Man, son film le plus connu, qui traite de thématiques touchant l'environnement et les droits des animaux. Créé à l'aide d'Adobe Flash et Adobe After Effects, avec pour bande son Dans l'antre du roi de la montagne extrait de Peer Gynt ; Man atteint les vingt-trois millions de vues sur YouTube en 2017,,.
En octobre 2016, il réalise une vidéo pour la pièce Are You Lost in the World Like Me? de Moby & The Void Pacific Choir. Cutts y traite de l'addiction au smartphone en s'inspirant de l’œuvre de Max Fleischer. La vidéo remporte le Webby Awards 2017 (en) dans la catégorie « animation ».
En juin 2017, il réalise un autre vidéoclip pour Moby & The Void Pacific Choir, cette fois pour le titre In This Cold Place tirée de l'album More Fast Songs About the Apocalypse,.
En novembre 2017, il présente un court métrage intitulé Happiness, qui critique à nouveau la société contemporaine. Il est lui aussi salué d'un succès important et dépasse 48 millions de vues en 2024. Pour ce film, il reçoit un nouveau prix aux Webby Awards en 2018 et un autre au Festival international du film d'animation d'Annecy 2018.
Le 1er janvier 2020 sort The Turning Point, court métrage où il inverse les rôles entre animaux et humains. La même année, il met en ligne une courte suite à Man, Man 2020, où on retrouve le héros confiné chez lui, les animaux reprennent alors leurs droits.
En 2022 sort A Brief Disagreement qui traite de l'omniprésence de la guerre dans notre Histoire et où Steve Cutts fait le choix de laisser l'Homme sous l'apparence d'hommes des cavernes à travers les âges.

## Filmographie
- 2011 : In the Fall (court métrage)
- 2012 : Man (court métrage)
- 2016 : Are You Lost in the World Like Me? (clip de la chanson de Moby & The Void Pacific Choir)
- 2017 : Happiness (court métrage)
- 2017 : In This Cold Place (clip de la chanson de Moby & The Void Pacific Choir)
- 2020 : Man 2020 (court métrage)
- 2020 : The Turning Point (court métrage)
- 2022 : A Brief Disagreement (court métrage)